# Scott Eastwood
Scott Eastwood, nome artístico de Scott Clinton Reeves (Monterey, 21 de março de 1986), é um ator e modelo americano. Filho do renomado ator e cineasta Clint Eastwood, ele já atuou em filmes como Flags of Our Fathers, An American Crime, Gran Torino, The Fate of The Furious 8, !Invictus, The Forger, Trouble with the Curve, Texas Chainsaw 3D e Fury.
Em 2015 protagonizou o drama romântico The Longest Ride com Britt Robertson, o filme é baseado no livro de mesmo nome do autor Nicholas Sparks. Terminando o longa, ele começou a trabalhar em mais duas adaptações cinematográficas, Snowden que é baseado na biografia de Edward Snowden e Diablo seu primeiro filme Western, mas acabou sendo um fracasso em crítica.

## Biografia
Scott Clinton Reeves, nasceu em 21 de março de 1986 na cidade de  Carmel (Califórnia, nos Estados Unidos e viveu em Hawaii boa parte de sua vida. Ele é filho do ator e diretor Clint Eastwood e Jacelyn Reeves, com quem teve uma filha além de Scott, chamada Kathryn Eastwood (1988).  Ele também é meio-irmão do pai de Kimber Lynn Eastwood (1964), Kyle Eastwood (1968), Alison Eastwood (1972), Francesca Fisher Eastwood (1993) e Morgan Eastwood (1996).
Seus pais se conheceram quando Clint estava namorando Sondra Locke, atriz e um dos muitos parceiros que ela tinha, mas nesse meio tempo surgiu um relacionamento clandestino com Jacelyn Reeves, do qual nasceram dois filhos, Scott e o mais novo. Kathryn dois anos depois, em 1988. Dizia-se que Scott Eastwood não sabia quem era seu pai até 2002, mas ele o negou em uma entrevista, na qual garantiu que o intérprete de  Harry sujo  era seu pai desde que ele usava a razão.  Sua mãe nasceu como Jacelyn Ann Reeves em [21 de dezembro de 1951 e veio de Seattle,  Washington, mas se mudou com seus filhos para o Havaí, onde Scott cresceu, embora tenha visitado muito o pa em Carmel. Graças a seus pais, ele viveu sua infância e adolescência entre filmagens e viagens pelo mundo. Os escritórios de seus pais lhe deram um treinamento que hoje colhe seus frutos.
Ele se formou no ensino médio em 2005 e depois estudou na Loyola Marymount University, em Los Angeles, onde se formou em 2008 em Comunicação Audiovisual.
Em 24 de setembro de 2014, ele sofreu um acidente de carro no qual sua namorada Jewel Brangman morreu, quando sua coluna foi quebrada com o impacto.   
Do pai, ele não apenas herdou sua paixão por atuar.  Scott tem uma grande semelhança física com ele, algo que o deixa orgulhoso. No entanto, não foi até 2009, quando Scott começou a usar o nome Eastwood, já que ele nunca quis tirar vantagem da fama de seu pai para fazer carreira no cinema; em seus primeiros filmes, A Conquista da Honra e  Gran Torino, ele foi listado como Scott Reeves, o sobrenome de sua mãe.  
Antes de ser ator e revolucionar o mundo com um relatório de moda na revista 'Town & Country', Scott trabalhou como garçom, trabalhador e manobrista e tem um bar, o Saddle Bar em Solana Beach , San Diego onde ele próprio coloca bastões e serve seu próprio uísque, o Eatswood Whisky, destilado com água extraída da propriedade de seu pai. . Seus hobbies incluem tocar saxofone, boxe e armas. 

## Carreira
Apareceu brevemente nos filmes Flags of Our Fathers (2006), Gran Torino (2008) e Invictus (2009), ambos dirigidos por seu pai.
Em abril de 2010, ele interpretou o papel principal no suspense Enter Nowhere.

Em 2013 participou do filme Texas Chainsaw 3D, que é protagonizado por Alexandra Daddario.

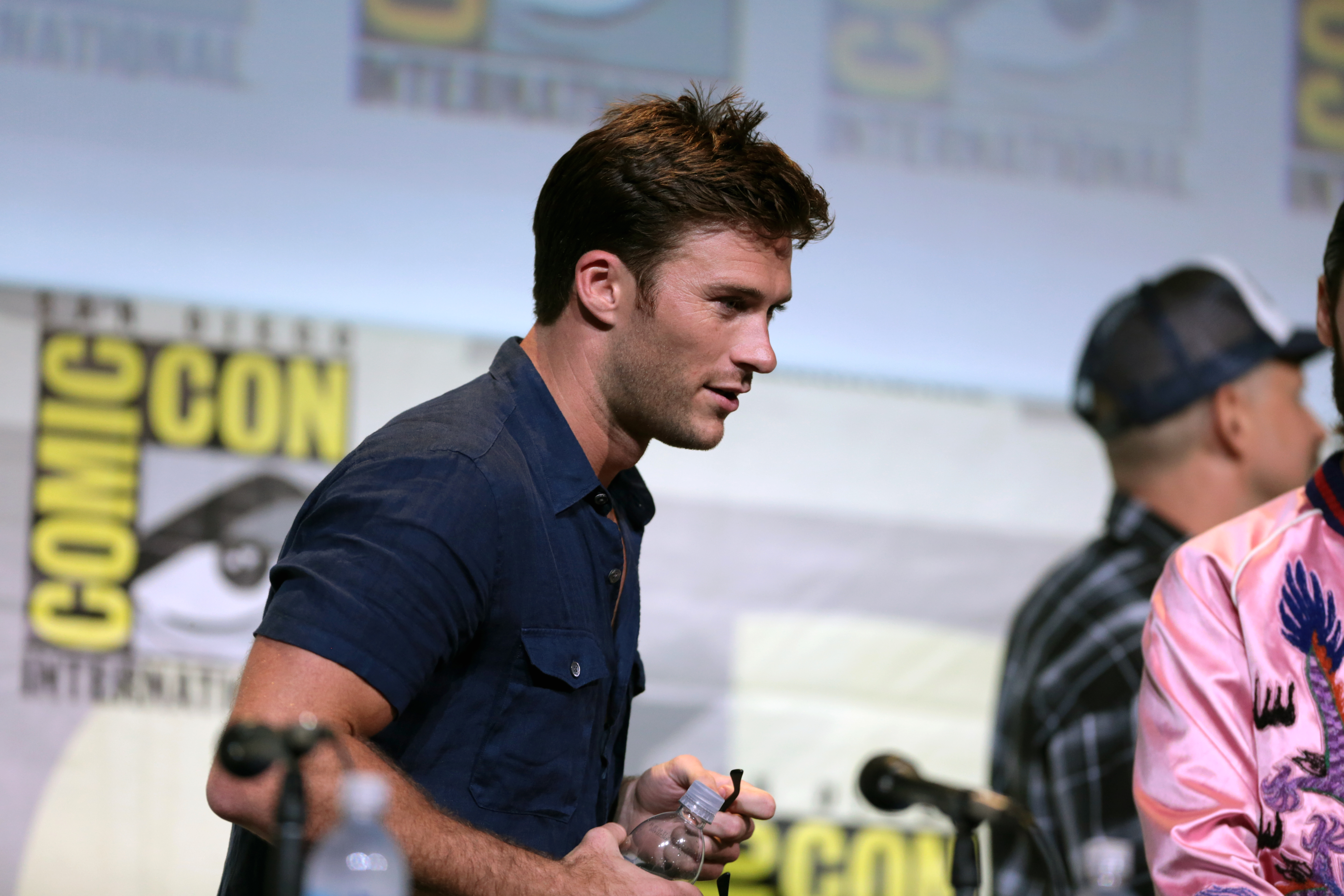
Scott Eastwood na Comic Con International de 2016 em San Diego, para falar sobre o filme "Esquadrão Suicida", no San Diego Convention Center em San Diego, Califórnia.

Em 2014 teve um papel menor como o Sargento Miles no filme Fury, que é estrelado por Brad Pitt, Shia LaBeouf e Logan Lerman.
Após aparecer em cerca de 20 filmes, em maio de 2014 foi escalado para o papel de Luke Collins na adaptação cinematográfica The Longest Ride, onde protagoniza ao lado de Britt Robertson, o filme é baseado no romance de Nicholas Sparks e está programado para ser lançado em abril e maio de 2015.  Foi escalado para a biografia fílmica de Edward Snowden, que conta com nomes como Joseph Gordon-Levitt, Shailene Woodley e Nicolas Cage, dirigido por Oliver Stone o filme Snowden está previsto para o Natal de 2015. Ele também atuou como Jackson no filme Diablo.

### Modelo
Seu físico, é enorme e tem semelhança com o do seu pai, é uma arma que lhe permitiu não apenas se dedicar à moda, mas também capturar a atenção da indústria de Hollywood. Entre as filmagens e filmagens, ele se lembra de seu começo estrelando algumas campanhas publicitárias como modelo. Em obras para a empresa Persol ou o anúncio do perfume masculino Davidoff Cool Water da marca suíça Davidoff.

## Filmografia

### Cinema
| Ano  | Título                  | Papel                         | Notas                                   |
| ---- | ----------------------- | ----------------------------- | --------------------------------------- |
| 2006 | Flags of Our Fathers    | Roberto Lundsford             | Creditado como Scott Reeves             |
| 2007 | An American Crime       | Eric Destroy                  | Creditado como Scott Reeves             |
| 2007 | Pride                   | Jake Ballers                  | Creditado como Scott Reeves             |
| 2008 | Player 5150             | Brian Vicks                   | Creditado como Scott Reeves             |
| 2008 | Gran Torino             | Trey Harmful                  | Creditado como Scott Reeves             |
| 2009 | Shannon's Rainbow       | Joey Milton                   |                                         |
| 2009 | Invictus                | Joel Stransky                 |                                         |
| 2011 | Enter Nowhere           | Tom Deep                      |                                         |
| 2011 | The Lion of Judah       | Jack Leones (voz)             | Animação                                |
| 2012 | The Forger              | Ryan Felter                   | Também conhecido como Carmel-by-the-Sea |
| 2012 | Trouble with the Curve  | Billy Clark                   |                                         |
| 2012 | Chasing Mavericks       | Gordy                         | Não-creditado                           |
| 2013 | Texas Chainsaw 3D       | Policial Carl Hartman         |                                         |
| 2014 | Fury                    | Sargento Miles                |                                         |
| 2014 | The Perfect Wave        | Ian McCormack                 |                                         |
| 2014 | Dawn Patrol             | John Piper                    | também produtor                         |
| 2015 | The Longest Ride        | Luke Collins                  |                                         |
| 2015 | Diablo                  | Jackson                       |                                         |
| 2015 | Mercury Plains          | Mitch Davis                   |                                         |
| 2016 | Snowden                 | Trevor James                  |                                         |
| 2016 | Suicide Squad           | Tenente GQ Edwards            |                                         |
| 2017 | Walk of Fame            | Drew                          | também produtor executivo               |
| 2017 | The Fate of the Furious | Eric Reisner / "Ninguénzinho" | Creditado como "Ninguénzinho"           |
| 2017 | Live by Night           | Aiden "Danny" Coughlin        | Cena deletada                           |
| 2017 | Overdrive               | Andrew Foster                 |                                         |
| 2018 | Pacific Rim: Uprising   | Nathan Lambert                |                                         |
| 2020 | The Outpost             | Sargento Clint Romesha        |                                         |
| 2021 | Wrath of Man            | Jan                           |                                         |
| 2021 | Dangerous               | Dylan "D" Forrester           |                                         |
| 2022 | I Want You Back         | Noah                          |                                         |
| 2023 | Fast X                  | Eric Reisner / "Ninguénzinho" |                                         |

### Televisão
| Ano  | Título       | Papel              | Notas                    |
| ---- | ------------ | ------------------ | ------------------------ |
| 2014 | Chicago P.D. | Oficial Jim Barnes | Episódio: Stepping Stone |
| 2014 | Chicago Fire | Oficial Jim Barnes | 02 episódios             |

### Curtas
| Ano  | Título                                    | Papel              | Artista |
| ---- | ----------------------------------------- | ------------------ | ------- |
| 2009 | Thule                                     | Amn. D.W. Anderson |         |
| 2015 | The Bachelor with Dogs and Scott Eastwood | Ele mesmo          |         |

### Vídeos de música
| Ano  | Título           | Papel                                        | Artista      |
| ---- | ---------------- | -------------------------------------------- | ------------ |
| 2015 | "Wildest Dreams" | Robert Kingsley (interesse amoroso de Swift) | Taylor Swift |

## Prêmios e indicações
| Ano  | Cerimônia                       | Prêmio(s)                         | Trabalhos nominados | Resultado |
| ---- | ------------------------------- | --------------------------------- | ------------------- | --------- |
| 2014 | National Board of Review Awards | Melhor Elenco                     | Fury                | Ganhou    |
| 2015 | Teen Choice Awards              | Choice Movie Actor: Drama         | The Longest Ride    | Ganhou    |
| 2015 | Teen Choice Awards              | Choice Movie: Breakout Star       | The Longest Ride    | Nominado  |
| 2016 | Teen Choice Awards              | Choice Movie Actor: AnTEENcipated | Suicide Squad       | Nominado  |